# Deinze
Deinze és un municipi belga de la província de Flandes Oriental a la regió de Flandes. Comprèn les seccions d'Astene, Bachte-Maria-Leerne, Deinze, Gottem, Grammene, Meigem, Petegem-aan-de-Leie, Sint-Martens-Leerne, Vinkt, Wontergem i Zeveren.

## Nuclis
| #               | Nom                                            | Superfície | Població (01/01/2008) |
| --------------- | ---------------------------------------------- | ---------- | --------------------- |
| I               | Deinze                                         | 8,66       | 6.454                 |
| II              | Petegem-aan-de-Leie                            | 9,48       | 9.253                 |
| III             | Astene                                         | 9,56       | 4.915                 |
| IV (XII) (XIII) | Bachte-Maria-Leerne -Sint-Maria-Leerne -Bachte | 8,62       | 1.693                 |
| V               | Sint-Martens-Leerne                            | 3,78       | 1.184                 |
| VI              | Meigem                                         | 7,34       | 698                   |
| VII             | Zeveren                                        | 3,75       | 926                   |
| VIII            | Vinkt                                          | 9,96       | 1.352                 |
| IX              | Wontergem                                      | 5,09       | 968                   |
| X               | Grammene                                       | 3,06       | 808                   |
| XI              | Gottem                                         | 6,19       | 559                   |

Pobles veïns
| - a. Poeke (Aalter) - b. Lotenhulle (Aalter) - c. Poesele (Nevele) - d. Nevele - e. Vosselare (Nevele) - f. Drongen (Gent) - g. Sint-Martens-Latem - h. Deurle (Sint-Martens-Latem) - i. Nazareth |

| - j. Kruishoutem - k. Machelen (Zulte) - l. Olsene (Zulte) - m. Oeselgem (Dentergem) - n. Wakken (Dentergem) - o. Markegem (Dentergem) - p. Dentergem - q. Aarsele (Tielt) |

## Llocs d'interés
- Castell d'Ooidonk

## Evolució demogràfica
| 1806 | 1816 | 1830 | 1846 | 1856 | 1866 | 1876 | 1880 | 1890 | 1900 | 1910 | 1920 | 1930 | 1947 | 1961 | 1970  | 1977  | 1980  | 1990  | 2000  | 2006  | 2018  |
| ---- | ---- | ---- | ---- | ---- | ---- | ---- | ---- | ---- | ---- | ---- | ---- | ---- | ---- | ---- | ----- | ----- | ----- | ----- | ----- | ----- | ----- |
| 2901 | 2908 | 3644 | 3710 | 3737 | 3746 | 3828 | 3915 | 4591 | 4961 | 5095 | 5039 | 5131 | 5545 | 6004 | 16711 | 23928 | 24802 | 25687 | 27559 | 28320 | 31085 |

## Personatges il·lustres
- Filip van Montmorency-Nivelle (1524-1568)
- Rudy Dhaenens, ciclista